# Матильда
Мати́льда (лат. Matilda; італ. Matilde; нім. Mathilde) — жіноче особове ім'я. Поширене в країнах Європи та колишніх європейських колоніях Африки, Азії й Америки. Походить з готської мови (гот. Mahthildis, «міцна в бою»; maht — «міць, сила»; hild — «бій»). Найвідоміший носі імені — свята Матильда, дружина германського короля Генріха I. Інші форми — Мафалда (у португаломовних країнах). Нідерландська (фламандська) мова зберегла старовинну форму імені Махтельд (Machteld). Демінутиви — Mattie, Maudie, Tilda, Tillie, Tilly (в англійській), Tilda (в шведській і фінський).

## Особи
- Матильда Августа Урахська — принцеса Урахська, княгиня Оріоло і Віано.
- Матильда (королева Англії) — дочка Генріха I.
- Матильда I (графиня Неверу) — графиня Неверу, Осеру і Тоннерру.
- Матильда II (графиня Неверу) — графиня Неверу, Осеру і Тоннерру.
- Матильда (графиня Артуа) — графиня Артуа.
- Матильда Даммартенська — графиня Даммартенська і Булонська.
- Матильда Баварська — герцониня Гессенська.
- Матильда Бельгійська — королева Бельгії.
- Матильда Булонська — королева Англії.
- Матильда Савойська — королева Португалії (1146—1157/1158).
- Матильда Лотаринзька — німецька принцеса.
- Матильда Плантагенет — герцогиня Баварії та Саксонії.
- Матильда Тосканська — маркграфиня Тосканська (1076—1115).
- Матильда Шотландська — королева Англії.
- Матильда д'Есте — графиня Новелари, Баньоло і Кортенуови.

### Матильда Португальська
- Тереза Португальська
- Матильда Португальська
- Мафалда Афонсівна

## Інші
- Матильда I — британський танк.
- Матильда II — британський танк.
- Принцеса Махтельд — головна героїня балади про лицаря Галевейна.